# Lista de presidentes do Togo
Esta é uma lista de presidentes do Togo, desde sua independência da França, em 27 de abril de 1960.

## Lista de presidentes (1960-presente)
| №   | Retrato | Nome                                       | Mandato                 | Mandato                             | Partido          | Eleição                       |
| --- | ------- | ------------------------------------------ | ----------------------- | ----------------------------------- | ---------------- | ----------------------------- |
| 1   |         | Sylvanus Olympio (1902-1963)               | 27 de abril de 1960     | 13 de janeiro de 1963 (Deposto)     | CUT              | 1961                          |
| –   |         | Emmanuel Bodjollé (em exercício) (n.1928)  | 13 de janeiro de 1963   | 15 de janeiro de 1963               | Nenhum (Militar) | —                             |
| 2   |         | Nicolas Grunitzky (1913-1969)              | 15 de janeiro de 1963   | 13 de janeiro de 1967 (Deposto)     | MTP              | 1963                          |
| –   |         | Kléber Dadjo (em exercício) (1914-1988/89) | 13 de janeiro de 1967   | 14 de abril de 1967                 | Nenhum (Militar) | —                             |
| 3   |         | Gnassingbé Eyadéma (1935-2005)             | 14 de abril de 1967     | 5 de fevereiro de 2005              | RPT              | 1972 1979 1986 1993 1998 2003 |
| 4   |         | Faure Gnassingbé (n.1966)                  | 15 de fevereiro de 2005 | 25 de fevereiro de 2005 (Renunciou) | RPT              | —                             |
| –   |         | Bonfoh Abass (em exercício) (1948-2021)    | 25 de fevereiro de 2005 | 4 de maio de 2005                   | RPT              | —                             |
| (4) |         | Faure Gnassingbé (n.1966)                  | 4 de maio de 2005       | 3 de maio de 2025                   | RPT/UNIR         | 2005 2010 2015 2020           |
| 5   |         | Jean-Lucien Savi de Tové (n.1939)          | 3 de maio de 2025       | presente                            | Independente     | 2025                          |